# Jan II van Eu
Jan II van Eu ook gekend als Jan II van Brienne (overleden in Kortrijk op 11 juli 1302) was van 1294 tot aan zijn dood graaf van Eu.

## Levensloop
Jan II was de zoon van graaf Jan I van Eu en Beatrix van Saint-Pol, dochter van graaf Gwijde III van Saint-Pol. In 1294 volgde hij zijn vader op als graaf van Eu.
Hij was gehuwd met gravin Johanna van Guînes (overleden in 1332), waardoor Jan eveneens de titel van graaf van Guînes droeg. Ze kregen minstens twee kinderen:
- Rudolf I (overleden in 1344), graaf van Eu en Guînes
- Maria, jong gestorven

Graaf Jan II van Eu sneuvelde in de Guldensporenslag.

## Voorouders
| Voorouders van Jan II van Eu (-1302) | Voorouders van Jan II van Eu (-1302)                          | Voorouders van Jan II van Eu (-1302)                          | Voorouders van Jan II van Eu (-1302)                         | Voorouders van Jan II van Eu (-1302)                         | Voorouders van Jan II van Eu (-1302)                                | Voorouders van Jan II van Eu (-1302)                                | Voorouders van Jan II van Eu (-1302)                                | Voorouders van Jan II van Eu (-1302)                                |
| ------------------------------------ | ------------------------------------------------------------- | ------------------------------------------------------------- | ------------------------------------------------------------ | ------------------------------------------------------------ | ------------------------------------------------------------------- | ------------------------------------------------------------------- | ------------------------------------------------------------------- | ------------------------------------------------------------------- |
| Overgrootouders                      | Jan van Brienne (1148-1237) ∞ Berenguela van Léon (1198-1237) | Jan van Brienne (1148-1237) ∞ Berenguela van Léon (1198-1237) | Rudolf II van Eu (1200-1246) ∞ Yolande van Dreux (1196-1239) | Rudolf II van Eu (1200-1246) ∞ Yolande van Dreux (1196-1239) | Hugo V van Saint-Pol (1197-1248) ∞ Maria van Blois (1205–1245)      | Hugo V van Saint-Pol (1197-1248) ∞ Maria van Blois (1205–1245)      | Hendrik II van Brabant (1207-1248) ∞ Maria van Zwaben (1201-1235)   | Hendrik II van Brabant (1207-1248) ∞ Maria van Zwaben (1201-1235)   |
| Grootouders                          | Alfons van Brienne (1228-1270) ∞ Maria van Eu (1223-1260)     | Alfons van Brienne (1228-1270) ∞ Maria van Eu (1223-1260)     | Alfons van Brienne (1228-1270) ∞ Maria van Eu (1223-1260)    | Alfons van Brienne (1228-1270) ∞ Maria van Eu (1223-1260)    | Gwijde III van Saint-Pol (-1289) ∞ Mathilde van Brabant (1224-1288) | Gwijde III van Saint-Pol (-1289) ∞ Mathilde van Brabant (1224-1288) | Gwijde III van Saint-Pol (-1289) ∞ Mathilde van Brabant (1224-1288) | Gwijde III van Saint-Pol (-1289) ∞ Mathilde van Brabant (1224-1288) |
| Ouders                               | Jan I van Eu] (1250-1294) ∞ Beatrix van Saint-Pol (-1304)     | Jan I van Eu] (1250-1294) ∞ Beatrix van Saint-Pol (-1304)     | Jan I van Eu] (1250-1294) ∞ Beatrix van Saint-Pol (-1304)    | Jan I van Eu] (1250-1294) ∞ Beatrix van Saint-Pol (-1304)    | Jan I van Eu] (1250-1294) ∞ Beatrix van Saint-Pol (-1304)           | Jan I van Eu] (1250-1294) ∞ Beatrix van Saint-Pol (-1304)           | Jan I van Eu] (1250-1294) ∞ Beatrix van Saint-Pol (-1304)           | Jan I van Eu] (1250-1294) ∞ Beatrix van Saint-Pol (-1304)           |